# Parasericostoma laterale
Parasericostoma laterale là một loài Trichoptera trong họ Sericostomatidae. Chúng phân bố ở vùng Tân nhiệt đới.